# Sphaerobelum aesculus
Sphaerobelum aesculus — вид двопарноногих багатоніжок родини Zephroniidae.

## Назва
Вид названий на честь виду кінського каштана (Aesculus L.), за схожість згорнутої самиці на плід кінського каштана.

## Поширення
Вид описаний з музейних зразків, що зібрані на півдні Таїланду. Самець (голотип) виявлений на острові Пхукет, а самиця (паратип) зібрана на схилах гори Као Луанг.

## Опис
Відрізняється від усіх інших видів роду Sphaerobelum формою заднього телопода, де є припухлість на кінчику нерухомого пальця, але припухлість не поширюється вище краю. Наразі такий набряк не відомий у жодного іншого виду гігантських багатоніжок.